# Macrostemum nebulosum
Macrostemum nebulosum är en nattsländeart som först beskrevs av Hagen 1858.  Macrostemum nebulosum ingår i släktet Macrostemum och familjen ryssjenattsländor. Inga underarter finns listade i Catalogue of Life.